# Klosterbibliothek

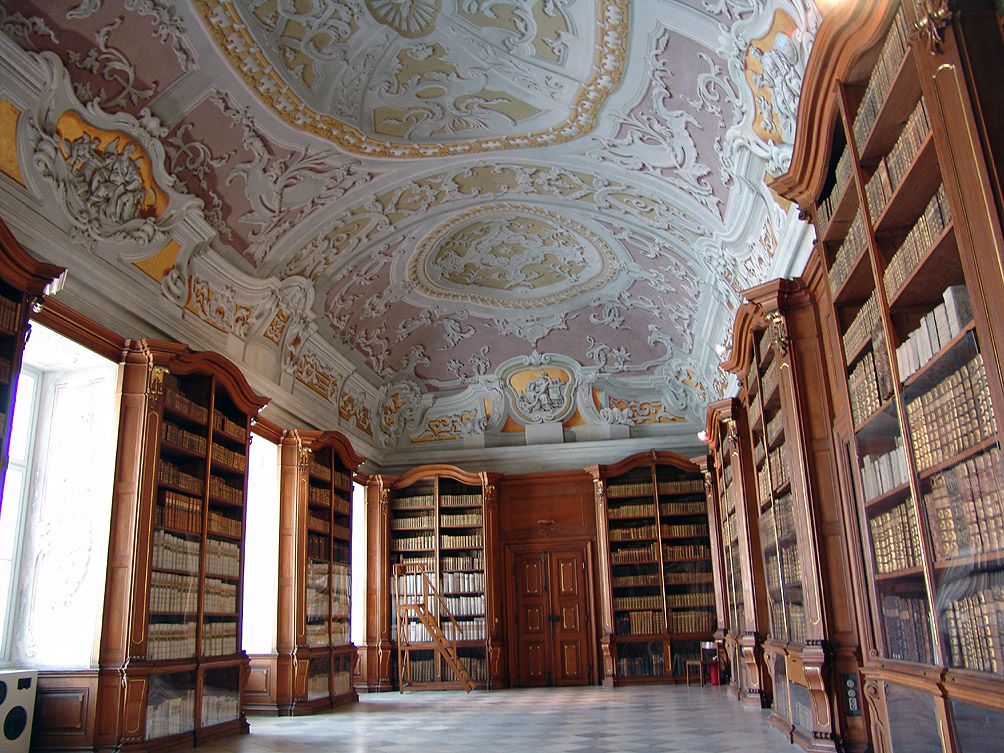
Klosterbibliothek im Stift Herzogenburg

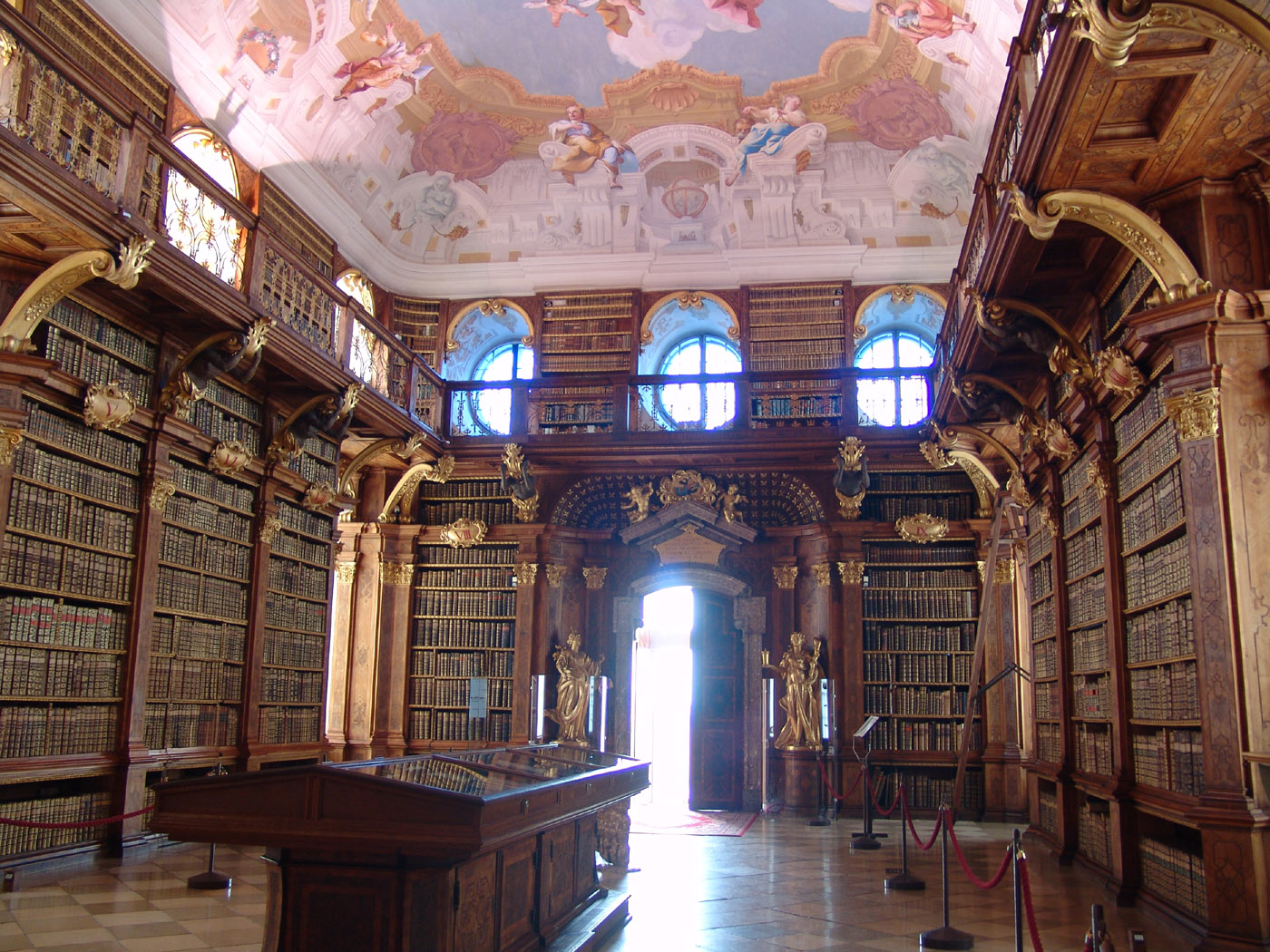
Stiftsbibliothek Melk

Eine Klosterbibliothek im weiteren Sinne ist jede von einem Kloster unterhaltene Bibliothek. Oft wird der Begriff jedoch auf eine mittelalterliche Bibliothek bezogen.

## Bedeutung und Geschichte
Den mittelalterlichen Klosterbibliotheken ist nicht nur die Überlieferung des geistigen Erbes des Mittelalters, sondern auch der Reste der antiken lateinischen Literatur zu verdanken. Kernbestand jeder Klosterbibliothek waren die Bibel und die Werke der Kirchenväter, einschließlich darauf bezogener Kommentare, sowie die Ordensregel und Predigtmaterialien. Ein in den Klöstern geläufiges Sprichwort lautete: „Ein Kloster ohne Bibliothek ist wie eine Burg ohne Waffenkammer.“ Es spiegelt die herausragende Bedeutung der Klosterbibliotheken für das monastische Leben.
Die Reformation führte in weiten Teilen Deutschlands zur Auflösung der Klosterbibliotheken und Überführung der Bestände in Hof-, Pfarr- oder Ratsbibliotheken, manchmal auch in Universitätsbibliotheken.
In katholischen Territorien erlebten die Klosterbibliotheken noch einmal eine große Blüte durch die Gegenreformation und während des Barock.  Insbesondere süddeutsche und österreichische Benediktinerabteien (z. B. Zwiefalten, Weingarten, St. Gallen, Melk, Admont) vermochten den durch den Dreißigjährigen Krieg zerstreuten Besitz kleiner Klöster an sich zu ziehen, systematisch neu zu ordnen und ihren Bildungsanspruch auch durch repräsentative Bibliothekssäle auszudrücken. Erst mit der von Napoleon erzwungenen Säkularisation zu Beginn des 19. Jahrhunderts (Reichsdeputationshauptschluss, 25. Februar 1803) gingen die meisten Klosterbibliotheken in staatliche Hände über (z. B. Bayerische Staatsbibliothek). In der Schweiz wurden im 19. Jahrhundert etliche Klosterbibliotheken in die bis heute von ihrem regionalen Sammlungsauftrag bestimmten Kantonsbibliotheken überführt (z. B. die Klosterbibliotheken von Muri und Wettingen in die Aargauer Kantonsbibliothek und die Klosterbibliotheken von Fischingen, Ittingen, Kreuzlingen und St. Katharinental in die Kantonsbibliothek Thurgau). Vornehmlich in Österreich blieben sie erhalten.
Moderne Klosterbibliotheken sind theologische Spezialbibliotheken.
Die im Jahr 1776 fertiggestellte Stiftsbibliothek Admont ist mit 70 m Länge, 14 m Breite und rund 13 m Höhe der weltweit größte klösterliche Büchersaal.

## Architektur
Eine Reihe von Ordensgemeinschaften zeigen die Wichtigkeit einer qualitätvollen architektonischen Ausstattung von Klosterbibliotheken, besonders im Zeitraum des Barock.

## Liste kunsthistorisch bedeutender alter Klosterbibliotheken

### Deutschland

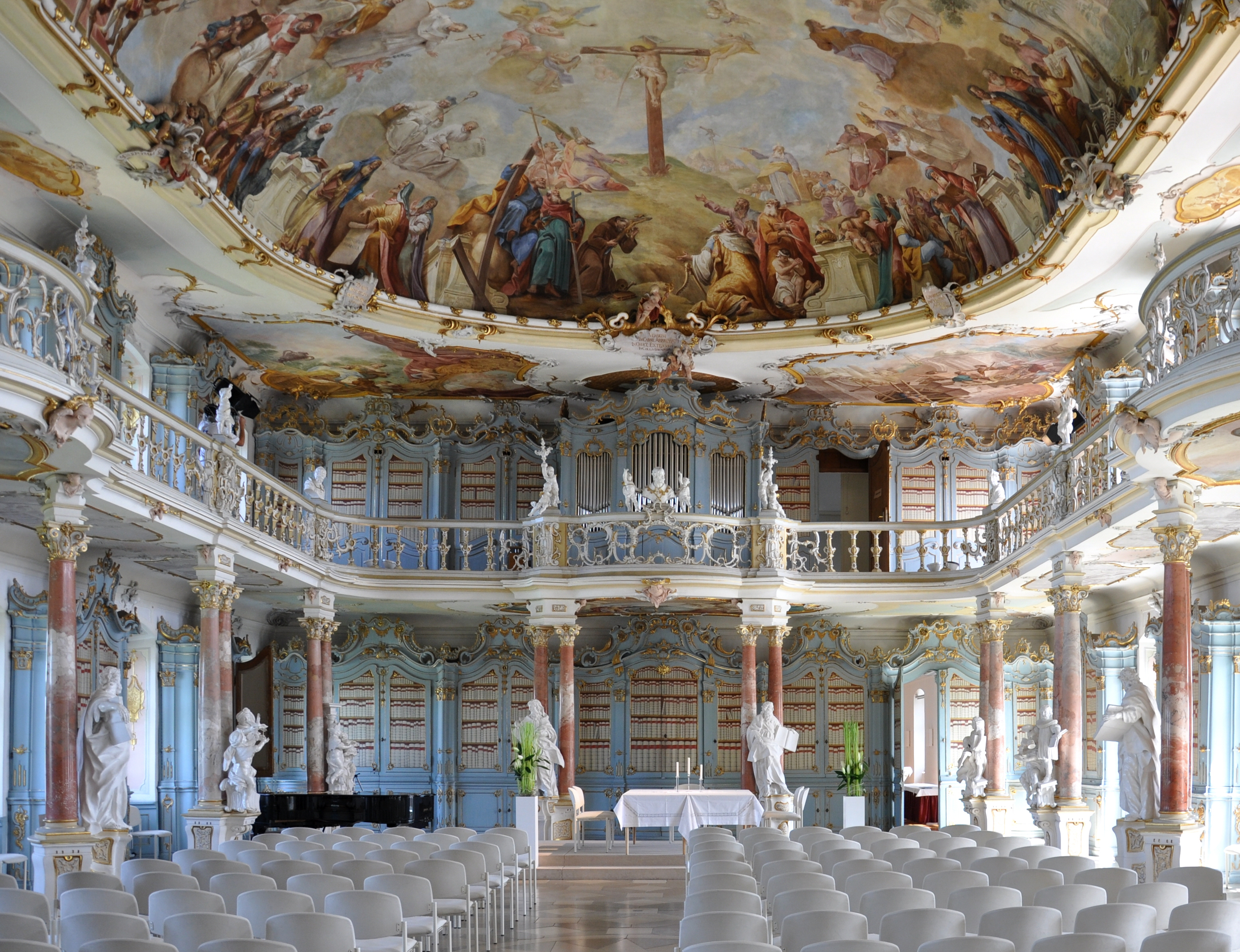
Bibliothekssaal Kloster Schussenried

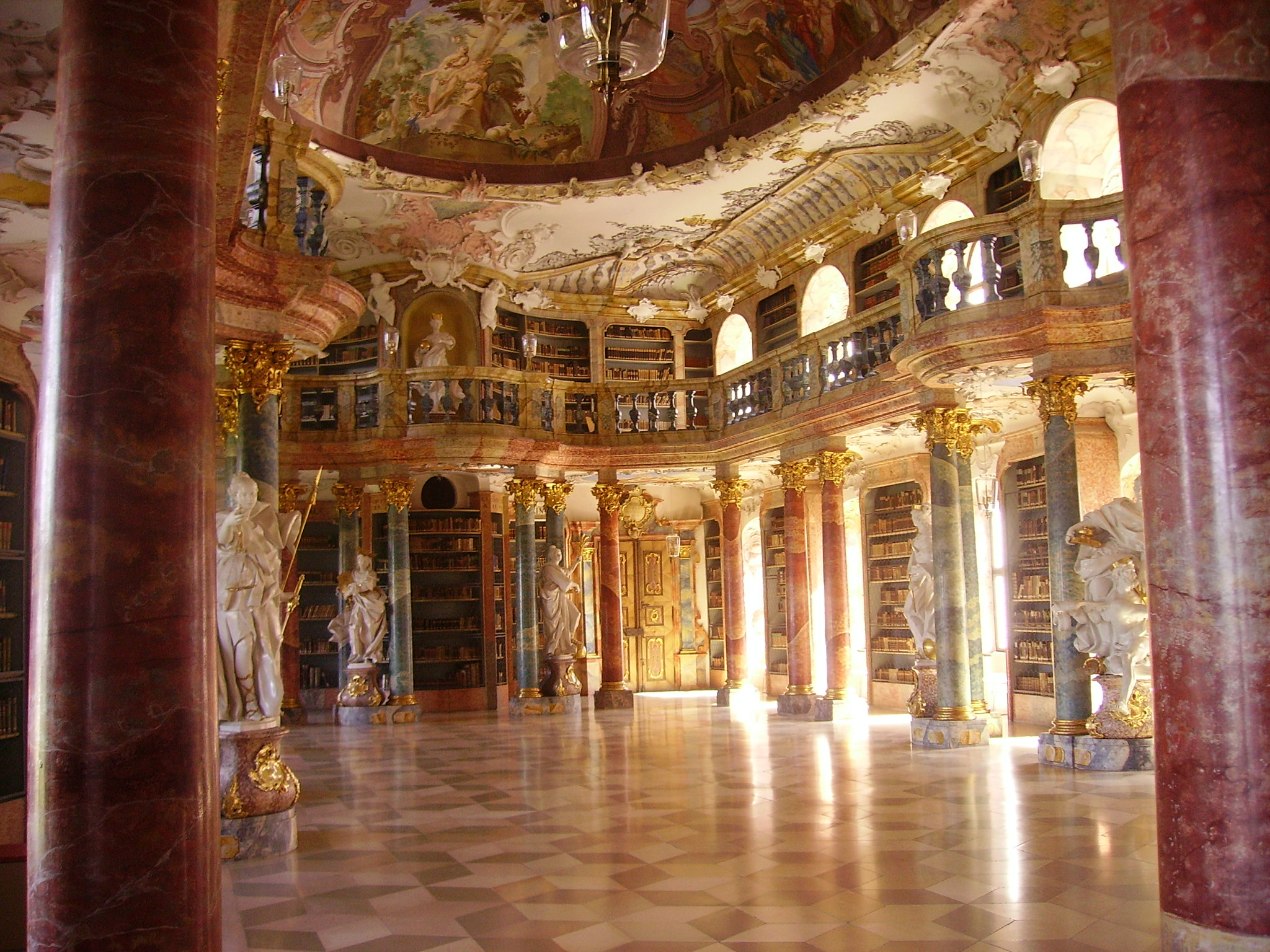
Bibliothekssaal Kloster Wiblingen

- Kloster Schussenried (Prämonstratenser)
- Stiftsbibliothek Waldsassen (Zisterzienser)
- Kloster Wiblingen (Benediktiner)
- Klosterbibliothek Metten (Benediktiner)
- Bibliothek der Abtei Münsterschwarzach (Benediktiner)
- Alte Bibliothek der Abtei Ottobeuren (Benediktiner)
- Kloster Corvey (Benediktiner)
- Kloster Wedinghausen (Prämonstratenser, nach der Säkularisation aufgehoben, heute Gymnasium)
- ehemaliges Jesuitenkolleg Amberg
- Stiftsbibliothek Xanten (Chorherrenstifts St. Viktor, Kanoniker)
- spätmittelalterlicher Bibliotheksraum des Klosters St. Godehard in Hildesheim (Benediktiner)

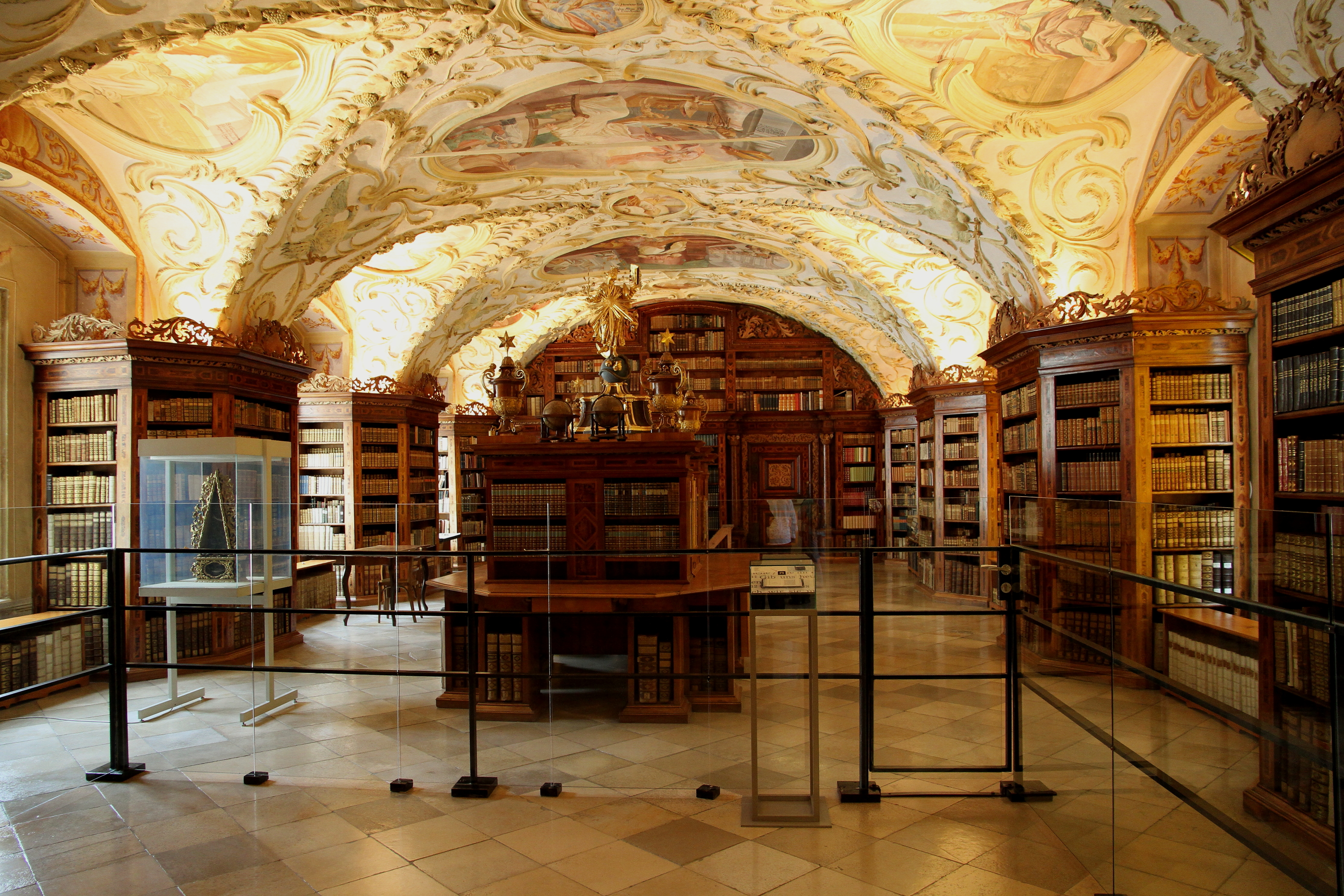
Hauptbibliothek Stift Lilienfeld

### Italien
- Stift Neustift (Augustinerchorherren)

- Biblioteca dei Girolamini, Neapel

### Österreich
- Stift Admont (Benediktiner)
- Stift Altenburg (Benediktiner)
- Stift Herzogenburg (Augustiner-Chorherren)
- Stiftsbibliothek Kremsmünster (Benediktiner)
- Stiftsbibliothek Melk (Benediktiner)
- Stift Sankt Florian (Augustiner-Chorherren)
- Stift St. Paul im Lavanttal (Benediktiner)
- Stift Sankt Peter (Salzburg) (Benediktiner)

### Portugal
- Kloster Mafra (Kapuziner)

### Schweiz
- Stiftsbibliothek St. Gallen (Benediktiner)

### Slowenien
- Kloster Kostanjevica (Görz) (Franziskaner)

### Spanien
- Bibliothek des Escorial

### Tschechien
- Kloster Strahov (Prämonstratenser)
- Clementinum, Jesuiten-Kolleg in Prag
- Stift Tepl (Prämonstratenser)
- Kloster Vyšší Brod (Kloster Hohenfurth, Zisterzienser)

### Ungarn
- Territorialabtei Pannonhalma (Benediktiner)